# 그라우초 막스

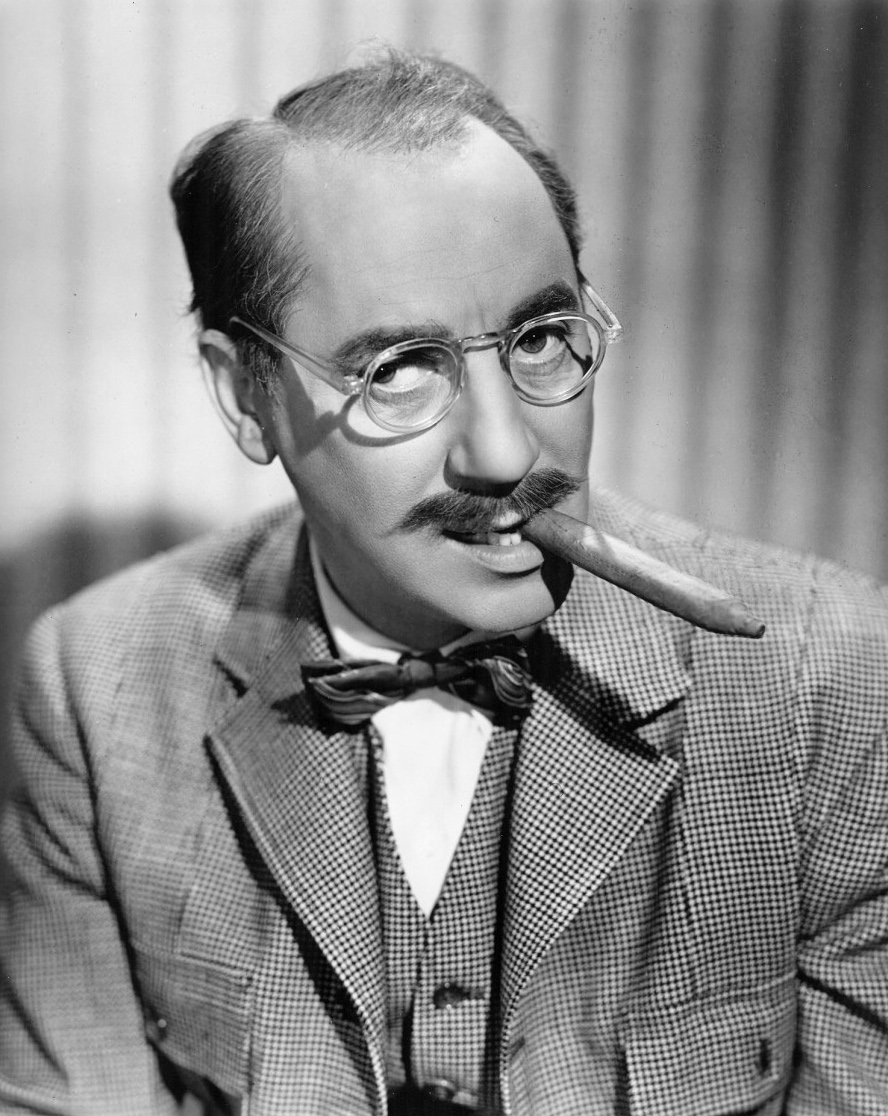
그루초 막스

줄리어스 헨리 "그라우초" 막스(Julius Henry "Groucho" Marx, 1890년 10월 2일 - 1977년 8월 19일)는 미국의 희극 배우이자 영화 배우이다. 그의 형제들과 막스 브라더스라는 이름으로 15편의 영화를 찍으며 유명해 졌으며, 후에는 혼자서 TV 쇼 등을 진행하며 인기를 끌었다.
그는 1977년 8월 19일, 로스앤젤레스에서 폐렴으로 사망하였다.